# 玉造団
玉造団（たまつくりだん）は、8世紀から10世紀まで日本の陸奥国に置かれた軍団の一つである。玉作軍団（たまつくりぐんだん）とも言った。蝦夷勢力に対する最前線の軍団として丹取軍団（にとりぐんだん）の名で設置され、728年に改称した。玉造郡に置かれたと考えられるが、正確な位置は不明である。

## 歴史
軍団制は大宝元年（701年）制定の大宝令施行までに設置されたが、丹取団がいつ置かれたかは不明である。ただし、丹取郡は和銅6年（713年）12月2日に新設されている。
丹取軍団は神亀5年（728年）4月11日に玉作軍団と改称した。この頃丹取郡は約10の小さな郡に分割され、その一つが玉造郡だったと考えられている。
玉造郡には、天平9年（737年）までに玉造柵という城柵が置かれた。
胆沢城跡から出土した漆紙文書に、延暦21年（802年）6月29日の日付がある玉造団擬大毅志太（以下不明）の解文の断片がある。対蝦夷戦争のさなか、胆沢城が完成した年である。志太は志田郡の豪族であろう。
弘仁2年（811年）に陸奥国の軍団兵士は4000人から2000人に減らされ、玉造団と名取団に1000人ずつ計2000人を残すのみとなった。
弘仁6年（815年）8月に4個軍団が増設されてから、陸奥国では6団6000人が6交代制で常時1000人の兵力を駐屯地に維持することになった。玉造団の兵士は、小田団・名取団とともに3軍団で常時400人を胆沢城の鎮守府に、100人を玉造塞（玉造柵）に駐屯させたようである。この時の定員は、標準的な各団1000人であろう。
後に磐城団が増設されて7団7000人となり、承和10年（843年）に1000人を増員して7軍団に割りふった。玉造団の増員後の兵力は不明だが、引き続き鎮守府の守備にあたった。玉造塞の守備が廃された時期は不明である。
10世紀に編まれた延喜式にも陸奥国に7団を置くことが規定されており、軍団の構成は変わらなかったと考えられる。11世紀までに廃絶した。

## 学説
20世紀半ばまでは、丹取郡を名取郡の誤りとする説が有力で、丹取団も後の玉造郡ではなくもっと南の名取郡にあったと考えられていた。たとえば現在の名取市にある館腰神社を軍団所在地とみなす説である。後に宮城県中部で城柵遺跡が複数発掘されると、丹取の地を南に下げる説は支持されなくなった。